# KOI-152
KOI-152 — звезда, которая находится в созвездии Лебедя на расстоянии около 3185 световых лет от Земли. Вокруг звезды обращаются, как минимум, три планеты.

## Характеристики
KOI-152 представляет собой звезду, немного крупнее по размерам Солнца. Впервые в астрономической литературе упоминается в каталоге 2MASS, опубликованном в 2003 году. Масса звезды равна 1,4 солнечной, радиус точно не установлен.